# Lotte Hahm
Charlotte "Lotte" Hedwig Hahm (Dresde, 23 de mayo de 1890 - Berlín, 17 de agosto de 1967)  fue una destacada activista del movimiento lésbico en Berlín durante la República de Weimar, el período nacionalsocialista y, después de 1949, en la República Federal de Alemania.
Hahm se comprometió a organizar a las mujeres lesbianas y mejorar su situación social. Fue especialmente conocida por sus actividades de organización. Junto con Käthe Reinhardt, dirigió los clubes de lesbianas más grandes de la época en la década de 1920, con hasta 2000 miembros y 500 participantes, así como varios bares. También escribió artículos, organizó conferencias, lecturas y excursiones, y apoyó el establecimiento de redes de lesbianas en otras ciudades. En 1929 fue cofundadora de la  Asociación Travesti D'Eon, la primera organización alemana de personas transgénero.

## Durante la República de Weimar
Hahm dirigió una librería de pedidos por correo en Dresde hasta 1920. En la primera mitad de la década de 1920 llegó a Berlín, donde empezó a formar parte del movimiento lésbico en 1926. De particular importancia para la escena lésbica de la ciudad fue la fundación de la Damenklub Violetta, que era uno de los clubes de lesbianas más grandes de la ciudad con hasta 400 participantes. El club estaba vinculado con la Deutscher Freundschaftsverband (DFV), una de las principales organizaciones homosexuales de la época.
En 1929, el club Violetta de Hahm se unió al club Monbijou de Käthe Reinhardt,un club de lesbianas de tamaño similar. Hahm y Reinhardt se cambiaron a una organización competidora más grande, la Bund für Menschenrecht. La fusión de los dos grandes clubes y el cambio causaron un gran revuelo en el panorama lésbico de la época. En la DFV y en su revista Garçonne, que entre 1926 y 1930 se publicó bajo el nombre Frauenliebe, se hablaba de traición e intriga. Como justificación, Hahm señaló que se habría considerado grotesco que un hombre heterosexual fuera el líder de las mujeres homosexuales y, por otro lado, las irregularidades financieras de Bergmann. Concluyó que "por fin ha llegado el momento de que Karl Bergmann, que fundó el Club de Mujeres Monbijou sólo para explotarlo para sus fines personales, desaparezca".
Las fotos publicitarias de Hahm la muestran en posición informal con ropa de hombre. Se sospecha que era titular de una supuesta licencia de travesti, pero, sin embargo, se asume su identidad como mujer. Junto con Felix Abraham, en 1929 Hahm participó en la fundación de la primera organización alemana para personas transgénero, la asociación travesti D'Eon. D'Eon estaba abierto a hombres y mujeres desde el punto de vista biológico, tenía su sede en el Instituto de Sexología de Magnus Hirschfeld y fue dirigido por Hahm hasta 1930. Hahm también participó en la organización de colectivos de lesbianas. Desde 1928 encabezaba el grupo de mujeres de la BfM y en 1930 pidió, sin éxito, la fundación de una "Federación para la amistad  de las mujeres" en toda Alemania.

## Época nazi
En otoño de 1932 comenzó de la persecución antisemita hacia las empresas judías por parte de la Sturmabteilung, y los bares de Fleischmann fueron atacados hasta el punto de que Fleischmann no tuvo más remedio que vender sus locales a un precio muy bajo. En 1933, los nacionalsocialistas prohibieron todos los elementos de la vida pública lesbiana con el cierre forzoso de bares, revistas y actividades al aire libre.
A pesar de los riesgos que corrían, crearon un grupo de mujeres llamado Sportclub Sonne, que en secreto era el club de lesbianas Violetta. Hasta diciembre de 1934, los actos tenían lugar en la Casa de la Logia Judía en Joachimsthaler Straße 13 (Sinagoga Ortodoxa Central de Berlín), y luego en Berliner Straße 53. Tras una denuncia el 17 de julio de 1935, agentes de la policía y de la Cámara de Música del Reich constataron la presencia de unas sesenta y cinco mujeres. En una redada posterior, el 24 de julio, se registraron los nombres de cincuenta y cuatro mujeres y se prohibieron otras actividades del club. Hahm escapó de las redadas en las que se encontraba en Hiddensee, según una nota en los registros "conocido como un lugar de encuentro de mujeres homosexuales", y fue allí donde abrió una pensión, un tipo de casa de huéspedes, muy probablemente para mujeres lesbianas.
El tiempo restante que pasó bajo el nazismo está escasamente documentado, y a veces de forma incoherente. La noticia de su detención se remonta a 1933, cuando un testigo de la época relató que Hahm fue arrestada al ser acusada por el padre de una amiga por abuso de menores.
Sin embargo, es seguro, a pesar de que los archivos fueron destruidos, que fue trasladada al campo de concentración de Moringen a principios de 1935, ya que sus compañeros de prisión la recordaron contando la historia de su arresto en Berlín en Alexanderplatz por la Gestapo. Declaró que había estado cuidando una maleta para una persona cuyo nombre no reveló, y que cuando la registraron encontraron dentro material comunista. En el campo, Hahm se unió a un grupo comunista, fue torturada, pero guardó silencio sobre sus experiencias en el campo de concentración incluso después de la guerra.
En 1937 Hahm, ya liberada, trabajó como comerciante textil en la zona de Berlín, pero el negocio no tuvo éxito y estafó a su chófer. Éste la denunció y Hahm fue condenada a una multa y a prisión. Habiendo evitado la prisión, en 1939 Hahm reanudó sus actividades anteriores y abrió por un breve tiempo un lugar de encuentro lésbico en Alexanderplatz en el primer piso de la antigua Haus des Lehrers. Al unísono, la socia de Hahm, Fleischmann, seguía trabajando en secreto, arriesgándose a regentar un restaurante con clientela lesbiana a pesar de que su vida corría peligro. En 1938 fue condenada a trabajos forzados y en 1941 consiguió escapar y sobrevivió cambiando de escondite, apoyada por Hahm.

## Después de la guerra
En 1945, tras la finalización de la Segunda Guerra Mundial, Hahm volvió a la acción junto con Käthe Reinhardt. Intentaron organizar bailes de lesbianas en un local llamado la Flauta Mágica. Posteriormente se trasladaron a Oranienstraße 162. Ese mismo año, Hahm y Reinhardt abrieron un bar para mujeres lesbianas cerca de Alexanderplatz, cuyo nombre y ubicación exacta se desconocen. El bar existió desde 1945 hasta 1947 durante aproximadamente un año y medio y fue el primer restaurante lésbico en Berlín Oriental. Hahm participó en la refundación de 1958 del Bund für Menschenrecht, que fracasó.
Hahm y Fleischmann se separaron a fines de la década de 1950. En la década de 1960, se le preguntó a Fleischmannse si aceptaría un homenaje oficial a Hahm por su apoyo durante la época nazi. Fleischmann rechazó esta petición. Su razón fue que se sentía abandonada. En 1967, Fleischmann murió en Berlín-Schöneberg. Hahm murió en agosto del mismo año en Berlín-Wannsee.

## Legado
La labor de Hahm fue muy apreciada en la época en que vivió. Con motivo del primer aniversario del Klub Violetta se publicaron en Frauenliebe dos poemas sobre ella, uno de Selli Engler: "Tú, que nos has preparado un hogar con noble y seria diligencia, y que con frente orgullosa y libre sólo avanzas con fuerza, seguirás siendo nuestra guía, y en ti confiaremos... Por eso, guía, muéstranos el camino del bien y de la felicidad, y construye con nosotros un fuerte puente hacia todo el mundo.” En 1928, la revista gay Neue Freundschaft describió a Hahm como "una de nuestras líderes más conocidas y populares en el movimiento de mujeres homoeróticas de Berlín".
Franz Scott consideró a Hahm, a principios de los años 30, junto a Selli Engler, como una personalidad importante del primer movimiento lésbico.
Hahm es reconocida por su labor activista como una de las "activistas más importantes de la subcultura homosexual, especialmente en Berlín" y "una importante defensora de la organización de mujeres homosexuales y "travestis" durante la República de Weimar". Su "capacidad de organización, incansable energía y [...] gran valentía se ponen de relieve...".
Hahm es homenajeada en el memorial del Holocausto en Río de Janeiro, Brasil.